# Semljicola angulatus
Semljicola angulatus is een spinnensoort in de taxonomische indeling van de hangmatspinnen (Linyphiidae).
Het dier behoort tot het geslacht Semljicola. De wetenschappelijke naam van de soort werd voor het eerst geldig gepubliceerd in 1963 door Herman Theodor Holm.